# Vilcabambaborststjärt
Vilcabambaborststjärt (Asthenes vilcabambae) är en fågel i familjen ugnfåglar inom ordningen tättingar.

## Utbredning och systematik
Fågeln förekommer i södra Peru, i Cordillera Vilcabamba i Cusco. Den behandlas som monotypisk, det vill säga att den inte delas in i några underarter.

## Status
IUCN kategoriserar arten som livskraftig.